# Brandon Hilton

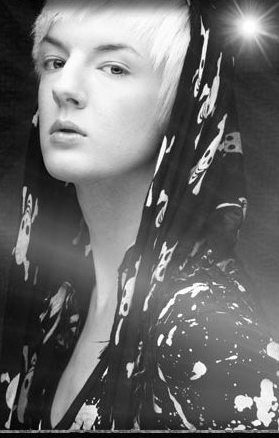
Brandon Hilton im Jahr 2008

Brandon Hilton (* 17. Juli 1987 in South Carolina, USA; bürgerlich Brandon James) ist ein US-amerikanischer Sänger, Songwriter, Model, Schauspieler und Modedesigner. Er ist eine Internetberühmtheit, bekannt durch seine Popularität auf MySpace, Twitter und Facebook, sowie anderen sozialen Netzwerken. 2017 gründete er sein Modelabel House of Mann für Drag Queens und queere Personen.

## Leben

### Frühes Leben
Hilton wurde im ländlichen South Carolina geboren und von seiner Mutter und seinen Großeltern aufgezogen. Als Kind spielte er in verschiedenen Aufführungen in der Highschool mit und später auch im örtlichen Theater. Im Alter von 14 Jahren wurde er schnell in der Modeindustrie bekannt, als er sich an Werbekampagnen für örtliche Designer und Kaufhäuser beteiligte. Mit 18 Jahren begann seine „Internetkarriere“ als er sich ein MySpace Account anlegte, welcher unerwartete Aufmerksamkeit und Popularität im Internet erreichte.

### 2010–2011: Erstes Studioalbum und Filmdebüt
2010 veröffentlichte er sein erstes, selbst produziertes Album Dirty On The Dancefloor, eine Vielzahl an Singles und drei Musikvideos. In dem Film Midnight Cabaret übernahm er die Hauptrolle; Adam. Der Film wurde im Januar 2011 fertig gedreht und feierte am 14. Juni 2012 sein Debüt im Greenville Camelot Cinemas. Hiltons 1. Studioalbum Nocturnal kam 2011 heraus, es erreichte Platz 63 in den iTunes Electronic Charts.

### 2012–2013: Zweites Studioalbum und Kompilation
Für 2013 kündigte Hilton sein drittes Album an, das den Titel Awakening tragen wird. Die erste Single aus dem Album Dance Til I Die wurde am 11. Oktober 2012 veröffentlicht und stieg auf Platz 37 in den iTunes Dance Charts ein. Hilton kündigte für den 5. Februar 2013 eine Kompilation mit dem Titel The Best Of Brandon Hilton.. SO FAR!! an. Sie enthält siebzehn seiner beliebtesten Songs, teilweise neu aufgenommen und re-mastered. Hiltons Filmdebüt Midnight Cabaret erschien im Juli 2013 auf DVD.

### 2014–2019: House of Mann
Hilton nahm sich eine mehrjährige Auszeit von der Musikindustrie, um 2017 sein eigenes Modelabel mit dem Namen House of Mann zu gründen. Unter dem Label entwarf Hilton speziell Mode für Drag Queens und andere queere Menschen; darunter unter anderem Kim Petras, Allie X, Alyssa Edwards und Dorian Electra.
2018 wurde die damals achtjährige und jüngste Drag Queen mit dem Namen Queen Lactatia als das neue Gesicht von House of Mann gekürt. Hilton erfand außerdem seine eigene Drag-Queen-Figur namens Onya Mann und stand Model für seine eigenen Kreationen im House of Mann.
Im September 2019 führte Hilton mit seiner Marke die New York Fashion Week an. Des Weiteren wurde House of Mann in verschiedenen Modezeitschriften vorgestellt; darunter der Vogue, dem Harper’s Bazaar und dem Paper Magazine.

### 2020–heute: Musik-Comeback
Ende 2020 veröffentlichte Hilton eine Remix-EP zu seiner Single Glamour Zombie und kündigte für 2021 seine Rückkehr zur Musik an. Im Januar 2021 wurde er von dem Musiklabel SoFierceMusic unter Vertrag genommen. Noch im selben Monat erschien mit Reborn sein erstes Studioalbum nach fast 10 Jahren. Das Album stieg auf Platz 9 in den iTunes Dance Charts ein. Im Februar 2021 erschien seine neue Single Love Again inklusive Musikvideo; die erste Produktion unter dem SoFierceMusic-Label.

## Diskografie

### Alben
| Jahr | Informationen                                                                              | Chartposition |
| ---- | ------------------------------------------------------------------------------------------ | ------------- |
| 2010 | Dirty On The Dancefloor - Debütalbum - Erscheinungsdatum: 5. Juli 2010 - Formate: Download | -             |
| 2011 | Nocturnal - 1. Studioalbum - Erscheinungsdatum: 13. Juni 2011 - Formate: Download          | 63            |
| 2021 | Reborn - 2. Studioalbum - Erscheinungsdatum: 22. Januar 2021 - Formate: Download           | 9             |

### Extended Plays
| Jahr | Informationen |
| ---- | --- |
| 2010 | The Dirty Remixes - Gratis Remix-EP - Erscheinungsdatum: 27. Dezember 2010 - Formate: Download                              |
| 2011 | Secret Luva - Remix-EP von der Single „Secret Lover“ - Erscheinungsdatum: 14. April 2011 - Formate: Download                |
| 2011 | Obsession: Evolution - Remix-EP von der Single „Obsession“ - Erscheinungsdatum: 20. April 2011 - Formate: Download          |
| 2020 | Glamour Zombie Remixes - Remix-EP von der Single „Glamour Zombie“ - Erscheinungsdatum: 27. Oktober 2020 - Formate: Download |

### Kompilationen
| Jahr | Informationen                                                                                      |
| ---- | -------------------------------------------------------------------------------------------------- |
| 2013 | The Best Of Brandon Hilton.. SO FAR!! - Erscheinungsdatum: 5. Februar 2013 - Formate: CD, Download |

### Singles
| Jahr | Informationen | Album                                 |
| ---- | --- | ------------------------------------- |
| 2008 | I Wanna Meet You (Toxxxic Mix) - Erscheinungsdatum: 14. September 2008 - Formate: Download - Lyrics in Kooperation mit Geoffrey Paris geschrieben | -                                     |
| 2010 | I Just Wanna Dance - Erscheinungsdatum: 13. April 2010 - Formate: Download                                                                        | -                                     |
| 2010 | Secret Lover - Erscheinungsdatum: 6. März 2010 - Formate: Download                                                                                | Dirty On The Dancefloor               |
| 2010 | Locked & Loaded - Erscheinungsdatum: 18. März 2010 - Formate: Download                                                                            | -                                     |
| 2010 | Glamour Zombie - Erscheinungsdatum: 10. Oktober 2010 - Formate: Download                                                                          | Nocturnal                             |
| 2010 | Adrenaline - Erscheinungsdatum: 7. Dezember 2010 - Formate: Download                                                                              | -                                     |
| 2011 | Obsession - Erscheinungsdatum: 30. März 2011 - Formate: Download                                                                                  | Nocturnal                             |
| 2011 | Radioactive - Erscheinungsdatum: 5. August 2011 - Formate: Download                                                                               | -                                     |
| 2011 | Save Me - Erscheinungsdatum: 17. September 2011 - Formate: Download                                                                               | -                                     |
| 2011 | One - Erscheinungsdatum: 11. November 2011 - Formate: Download                                                                                    | -                                     |
| 2012 | Set Fire To The Night - Erscheinungsdatum: 1. Januar 2012 - Formate: Download                                                                     | -                                     |
| 2012 | So Ready - Erscheinungsdatum: 13. März 2012 - Formate: Download - Neue Version des Bonustracks So Ready auf Nocturnal                             | -                                     |
| 2012 | Frozen - Erscheinungsdatum: 12. Juni 2012 - Formate: Download - Neuaufnahme des Songs Loves Comes First                                           | -                                     |
| 2012 | Dance Til I Die - Erscheinungsdatum: 11. Oktober 2012 - Formate: Download                                                                         | Awakening                             |
| 2013 | Daddy - Erscheinungsdatum: 26. Februar 2013 - Formate: Download                                                                                   | Awakening                             |
| 2013 | Need Your Love - Erscheinungsdatum: 3. Juni 2013 - Formate: Download                                                                              | The Best Of Brandon Hilton.. SO FAR!! |
| 2013 | Control Me - Erscheinungsdatum: 16. Juli 2013 - Formate: Download                                                                                 | -                                     |
| 2019 | Anything - Erscheinungsdatum: 17. Januar 2019 - Formate: Download                                                                                 | -                                     |
| 2021 | Love Again - Erscheinungsdatum: 19. Februar 2021 - Formate: Download                                                                              | -                                     |

### Musikvideos
| Jahr | Song                  | Album                   |
| ---- | --------------------- | ----------------------- |
| 2010 | I Just Wanna Dance    | -                       |
| 2010 | Hollywood             | Dirty On The Dancefloor |
| 2010 | Glamour Zombie        | Nocturnal               |
| 2011 | Radioactive           | -                       |
| 2011 | Save Me               | -                       |
| 2011 | One                   | -                       |
| 2012 | Set Fire To The Night | -                       |
| 2012 | Frozen                | -                       |
| 2013 | Almost Forgotten      | Midnight Cabaret OST    |
| 2021 | Love Again            | -                       |

## Filmografie
| Jahr | Film             | Rolle             |
| ---- | ---------------- | ----------------- |
| 2012 | Midnight Cabaret | Adam (Hauptrolle) |
| 2018 | The Conversation | Mia               |